# حمحم قسطنطيني
حمحم قسطنطيني (الاسم العلمي:Borago constantinopolitana) هو نوع غير مؤكد من النباتات يتبع جنس الحمحم من الفصيلة الحمحمية.
 سمي هذا النوع نسبة إلى المدينة التاريخية القسطنطينية (الآن إسطنبول).